# ファンキーハットの快男児
『ファンキーハットの快男児』（ファンキーハットのかいだんじ、Vigilante with a Funky Hat or Man with The Funky Hat）は、1961年の日本映画。主演：千葉真一、監督：深作欣二、製作：ニュー東映、モノクロ・東映スコープ、53分。『ファンキーハットの快男児シリーズ』の第一作。
ニュー東映のホープとして躍り出ていた千葉真一が、『風来坊探偵シリーズ』に続き、深作欣二とコンビを組んだ第二弾。ヒロインには中原ひとみを迎えた。誘拐・官製談合・インサイダー取引が入り乱れる混沌とした事件に若き探偵が挑み活躍する姿を描いており、スリルとサスペンスにユーモアを織り交ぜ、謎解きが展開されていく青春痛快活劇となっている。

## ストーリー
天下一郎は天下探偵事務所の所長・清助の息子だが、アルバイトの自動車セールスよりもナンパに精を出す、お気楽な学生だ。今日も相棒の茂とオープンカーでガールハントしていたが、なかなか相手にされない。一郎は茂を「後ろで横になってろ」と追いやってから、しばらく走らすと美しい令嬢を発見。「ジャズを聴きに行こう」と誘うと、すぐ助手席に乗ってきた。ジャズ喫茶で停めた一郎は、茂に待っているよう言い、自分はその令嬢と店に入っていた。ついていこうとした茂だがクルマをどかせと周囲から迫られ、仕方なく二人と別れて一人で運転しだす。しかし一郎の相手・境野みどりは株式投資の話に夢中で、一郎もとんでもない娘に声かけたと困惑していた。
同じ頃、木暮家では女中のルメが、「彼女の弟が上京している」とサングラスを掛けた桜井とも子から電話を受けていた。ルメは嬉しくなり、雇い主の木暮ひさえに無断で外出してしまう。その姿を見ていた桜井は、一人息子・木暮靖幸が幼稚園の送迎バスから降りてきた時に巧みに声をかけ、誘拐した。ルメは駅に向かう途中で茂にナンパされたものの、そのまま駅まで送らせて弟を迎えに行く。ところが見当たらず、ルメは訝しげに思いながら茂に木暮家まで送ってもらった。ルメが不在時の木暮家には、身代金500万円の要求が桜井から電話が入っていた。ひさえの夫・木暮は国産省の局長を務めており、産業会館建設入札の決定権を握っていたことから、日の丸建設と大下組は木暮の接待合戦をしていた。そんな矢先の誘拐事件であり、ひさえは夫に連絡し、茂を通して天下探偵事務所に救出を依頼する。みどりから日の丸建設と大下組の株価上昇を聞いていた一郎だが、この時は誘拐事件を解決するために父を手伝う気が全く無かった。
みどりは汚職疑惑のある木暮をゆすって、大型工事を落札予定の建設会社の情報を手に入れようとし、木暮を呼び出したみどりは、身代金を受け取りに来た誘拐犯に間違われて、待ち伏せしていた清助と天下探偵事務所のスタッフに確保される。本物の犯人である桜井は木暮邸に再び電話して、ルメに大金を持たせて公園に来るよう指示。清助らも変装して張り込むが、桜井は現場に現れなかった。数日後、靖幸はひとりで自宅に帰ってくる。靖幸は国産省の職員が襟につけるバッジを持ち帰っていた。一連の経緯を不審に感じた一郎は、茂・みどりとともに誘拐犯探しに乗り出す。
ある日みどりは、自身が狙っていた建設会社・日の丸建設の株を大量に購入する桜井を目撃し、尾行するが、何者かに襲われて姿を消す。桜井の原資は工事の落札が「内定」した日の丸建設社長・宇賀神からゆすり取った現金であった。桜井は木暮の秘書・白石と恋仲なので協力し、木暮が溜め込んだ賄賂を横取りしようと誘拐を計画・実行したものの、宇賀神の金で株を手に入れたために靖幸を解放したのだった。桜井の素性を疑った宇賀神は木暮に一部始終を報告し、国産省の内部に犯人がいることを確信する。
一郎は白石が保釈の虎に日の丸建設の株券を受け渡す現場を目撃する。一郎は虎を追い詰めて痛めつけ、誘拐犯の正体と居場所を聞き出す。桜井の住むマンションにはみどりが監禁されていた。一郎は虎の仲間のふりをしてみどりの救出に成功する。一方、靖幸の持ち帰ったバッジから計画が割れた白石は木暮・宇賀神に拉致され、汚職の秘密を闇に葬るために消されようとしていた。そこへ一郎が現れ、木暮らが雇ったヤクザたちを一網打尽にする。みどりが呼んだ警官隊が到着し、木暮らは逮捕される。天下探偵事務所の評判は世間にとどろき、依頼者でごった返すようになった。

## キャスト
- 千葉真一 - 天下一郎

- 中原ひとみ - 境野みどり
- 新井茂子 - ルメ
- 岡本四郎 - 近藤茂
- 八代万智子 - 桜井とも子
- 波島進 - 白石
- 神田隆 - 宇賀神
- 十朱久雄 - 境野
- 須藤健 - 大下
- 加藤嘉 - 木暮
- 花沢徳衛 - 天下清助
- 岩城力也 - 高田
- 潮健児 - 保釈の虎
- 沢彰謙 - 証券会社の社員
- 高田博 - 秋林
- 矢島由紀子 - 国産省の女事務員
- 岡田敏子 - 久保拓子
- 小嶋一郎 - 宇賀神の部下
- 北山達也 - 記者
- 片山滉 -  証券会社の社員
- 佐藤晟也 - 警察官
- 滝千江子 - 保母
- 檜有子 - 木暮ひさえ
- 相馬剛三
- 久地明
- 高田信二
- 日下部雅人 - 木暮靖幸
- 沢田実
- 高須準之助 - ヤクザ

## スタッフ
- 監督 - 深作欣二

- 企画 - 根津昇・渡辺洋一
- 脚本 - 田辺虎男・池田雄一
- 撮影 - 内田安夫
- 録音 - 岸勇
- 照明 - 入江進
- 美術 - 進藤誠吾
- 音楽 - 三保敬太郎
- 編集 - 長沢嘉樹
- 助監督 - 田口勝彦
- 進行主任 - 白浜汎城
- スチール - 山守勇 ※ノンクレジット。

## 製作
コミカルに遊び盛りの坊ちゃん探偵・天下一郎を演じている千葉真一だが、学生時代に器械体操で培った筋骨隆々な肉体美を大車輪で披露しているほか、終盤の工事現場での大乱闘でも飛んだり跳ねたりダイナミックに動き、カーチェイスも行うなど、吹き替えなしでスタントをこなしている。深作は一郎を現代的な若者に演出し、内田安夫にはシーンにより手持ちで撮影させ、映画音楽にはジャズを全編に流し、勢いのある映像に仕上げた。同シリーズは1966年の映画『カミカゼ野郎 真昼の決斗』や、1968年から1973年に放送されたテレビドラマ『キイハンター』の原型にもなっている。
主なロケーション撮影には渋谷区や杉並区の高井戸駅などで行われ、身代金を手渡す場は横浜駅の横須賀線プラットホーム、一郎が保釈の虎を追い駆けるシーンの一部は渋谷駅前、京王井の頭線渋谷駅と山手線・銀座線渋谷駅を結ぶ連絡通路、東急百貨店東横店西館にて実施された。

## ネット配信
2022年6月24日から同年7月1日まで、YouTubeの「toei Xstream theater」から無料配信が行われた。